# Ruisseau de la Martine
Pour les articles homonymes, voir Martine.
Le ruisseau de la Martine est un affluent de la rive nord-ouest du fleuve Saint-Laurent. Cette rivière coule dans la municipalité de Petite-Rivière-Saint-François, dans la municipalité régionale de comté (MRC) de Charlevoix, dans la région administrative de la Capitale-Nationale, dans la province de Québec, au Canada.
Cette vallée est desservie par la rue Principale de Petite-Rivière-Saint-François, laquelle longe le fleuve Saint-Laurent à l'ouest de l'embouchure du ruisseau de la Martine puis remonte la vallée de cette dernière et la vallée de la rivière du Sault. Les activités économiques de cette vallée sont concentrées sur la rive du fleuve où les activités récréotouristiques (notamment la villégiature) sont développées. En sus, les sommets et les flancs des montagnes environnantes sont exploités pour les activités récréotouristiques, notamment l'important centre de ski alpin du Massif de Charlevoix qui est localisé tout près du côté sud de cette rivière et dont le flanc de la montagne aménagé pour le ski alpin fait face au fleuve.
La surface du ruisseau de la Martine est généralement gelée du début de décembre jusqu'à la fin de mars, sauf les zones de remous ; toutefois la circulation sécuritaire sur la glace se fait généralement de la mi-décembre à la mi-mars. Le niveau de l'eau de la rivière varie selon les saisons et les précipitations ; la crue printanière survient en mars ou avril.

## Géographie
Le ruisseau de la Martine prend sa source à un coude de rivière où il y a la confluence de la rivière du Sault (venant de l'est) et un ruisseau (venant du nord), dans la municipalité de Petite-Rivière-Saint-François. Cette source est située à :
- 3 km au sud du centre-ville de Baie-Saint-Paul ;
- 4,5 km à l'ouest du centre du village de Petite-Rivière-Saint-François ;
- 3,7 km à l'est de la route 138 laquelle s'éloigne de 5 à 6 kilomètres à cet endroit du fleuve Saint-Laurent.

À partir de sa source, le cours de cette rivière descend sur 2,3 km vers le sud-est en courbant vers l'est en fin de segment, avec une dénivellation de 104 m, en coupant la rue Principale et le chemin de fer qui longe le fleuve, jusqu'à son embouchure.
Le ruisseau de la Martine se déverse sur la rive nord-ouest du fleuve Saint-Laurent, sur la "Pointe de la Rivière" dans le hameau "Maillard", dans la municipalité de Petite-Rivière-Saint-François. Cette confluence est localisée à :
- 1,7 km à l'ouest de la rive nord-ouest du fleuve Saint-Laurent ;
- 4,5 km au nord du centre du village de Petite-Rivière-Saint-François ;
- 5,9 km à l'est de la route 138.

## Toponymie
La désignation toponymique "ruisseau de la Martine" a été répertorié en 1976 pour définir le segment inférieur. Ce cours d'eau est désigné "Rivière du Sault" (aujourd'hui "Ruisseau de la Martine") par le cartographe Joseph Bouchette, sur ses cartes topographiques de 1815 et 1831. L'hydronyme « Ruisseau du Sot » devient plus tard en usage pour désigner ce cours d'eau ; cette variante reflète la graphie en usage au temps de Bouchette. Il se réfère à un sault qui se définit comme une rupture de pente plus ou moins importante ou une chute.
Le toponyme « Petite rivière Saint-François » a été officialisé le 17 août 1978 à la Banque des noms de lieux de la Commission de toponymie du Québec.